# Williënne ter Beek
Williënne ter Beek (Spakenburg, 16 februari 2000) is een Nederlands voetbalspeelster. Ze speelt sinds seizoen 2019/20 voor sc Heerenveen.
Aan het eind van seizoen 2020/21 geeft Ter Beek aan te stoppen met voetbal, om meer tijd voor religie in haar leven te maken. 

## Statistieken
| Seizoen | Club          | Land      | Competitie | Wedstrijden | Doelpunten |
| ------- | ------------- | --------- | ---------- | ----------- | ---------- |
| 2019/20 | sc Heerenveen | Nederland | Eredivisie | 8           | 2          |
| 2020/21 | sc Heerenveen | Nederland | Eredivisie | 16          | 2          |
| Totaal  | Totaal        | Totaal    | Totaal     | 24          | 4          |

Laatste update: 28 mei 2021

## Interlands
Ter Beek speelde voor Nederland elftal onder 16.